# 瀬口和義
瀬口 和義（せぐち かずよし、1946年7月4日 - ）は、日本の理学者（専門は染色化学、有機光科学）。熊本県出身。

## 経歴
熊本県立玉名高等学校を経て、1974年3月、京都大学大学院理学研究科化学専攻博士課程満期退学。 理学博士（京都大学）。専門は有機化学。 1975年4月から武庫川女子大学講師、1992年4月、武庫川女子大学教授。生活環境学部生活環境学科長、生活環境学部長を経て2015年4月、武庫川女子大学副学長。 2018 年 4 月から学長を務めている。